# Gadeløb (landevejscykling)
Et gadeløb er egentlig et landevejsløb, idet det finder sted på offentlig landevej. I modsætning til andre landevejsløb foregår gadeløb imidlertid på en normalt ret kort strækning, der skal gennemkøres en række gange. 
Gadeløb er langt mere publikumsvenlige end almindelige landevejsløb, hvor en tilskuer normalt kun kan se rytterne én gang under løbet. Ved gadeløb kan tilskuerne se rytterne mange gange og dermed få en oplevelse af løbets udvikling. Gadeløb er derfor også attraktive for sponsorer, og mange gadeløb betaler populære cykelryttere store beløb blot for at stille op. Især i ugerne efter afslutningen af Tour de France – i slutningen af juli – arrangeres der flere gadeløb i det nordvestlige Europa (Danmark, Holland, Tyskland med flere).
Visse landevejsløb (endagsløb og etapeløb) har elementer fra gadeløb indlagt. Det foregår ofte ved, at løbet eller etapen afsluttes med et mindre antal runder på en kort strækning i målbyen. De fleste af Post Danmark Rundts etaper er således tilrettelagt på den måde.
Der arrangeres endvidere enkelte mountainbike-gadeløb, hvilket dog kræver ret specielle strækninger.

## Danske gadeløb
I Danmark bliver der afholdt flere gadeløb hvert år, heriblandt Fredericia, Hadsten, Silkeborg, Herning, Odder og Aalborg.